# Etheostoma etnieri
Etheostoma etnieri is een straalvinnige vissensoort uit de familie van de echte baarzen (Percidae). De wetenschappelijke naam van de soort is voor het eerst geldig gepubliceerd in 1977 door Bouchard.